# Karabin przeciwpancerny Pvg m/42
20 mm pansarvärnsgevär m/42 (karabin przeciwpancerny 20 mm wz. 42) – szwedzki bezodrzutowy karabin przeciwpancerny z okresu II wojny światowej, jedna z pierwszych broni bezodrzutowych.
Karabin został zaprojektowany w 1940 przez Hugona Abramsona i kapitana Haralda Jentzena z Kungliga armeförvaltningens tygavdelning (Biuro Konstrukcyjne Królewskiej Szwedzkiej Armii), pierwszy strzał z nowej broni oddano we wrześniu 1940.  Prototyp został oficjalnie zaprezentowany w lecie 1941 i karabin wszedł na wyposażenie armii szwedzkiej w sierpniu 1942. Zamówiono 3219 sztuk tej broni, ale do końca wojny dostarczono tylko ok. 1000 egzemplarzy. O ile konstrukcja samego karabinu była rewolucyjna, to z powodu szybkiego wzrostu grubości opancerzenia pojazdów pancernych w tym okresie, broń ta była już przestarzała w momencie wejścia do służby.